# Welcome to Karastan
Welcome to Karastan (Originaltitel: Lost in Karastan) ist ein Film von Ben Hopkins. Der Film hatte seine Premiere am 23. August 2014 beim Montreal World Film Festival. Beim Filmfest Hamburg 2014 erhielt der Film den Hamburger Produzentenpreis als europäische Kino-Coproduktion. Der deutsche Kinostart war am 21. Mai 2015.

## Handlung
Der englische Filmregisseur Emil Forester ist seit seinem Kurzfilm-Oscar erfolglos. Als er vom Präsidenten der vor kurzem gegründeten Kaukasusrepublik Karastan das Angebot erhält einen Monumentalfilm über einen karastanischen Volkshelden zu verwirklichen, wittert er seine Chance. Als Hauptdarsteller wurden bereits Hollywoods Actionstar Xan Butler und die hübsche Chulpan engagiert. Obwohl das Land alles andere als demokratisch regiert wird, willigt Emil ein, auch weil ihm unbegrenzte finanzielle Mittel versprochen werden. Schon bald wird der sensible Autorenfilmer jedoch mit den Absurditäten des Landes konfrontiert, zudem drohen die Dreharbeiten mit Tausenden Statisten aus dem Ruder zu laufen. Außerdem kommt es zu allem Überfluss noch zu einem Militäraufstand.

## Kritik
Der Filmdienst bezeichnet den Film als „oberflächliche Satire über ein undurchsichtiges Staatswesen“, die den „Konflikt des Auftragskünstlers im Dienst eines Diktators kaum aus[lotet]“ und sich „vielmehr in grotesken Überzeichnungen im Stile von ‚Borat‘“ ergeht. Zudem würden die „politischen Dimensionen […] überdies durch eine augenzwinkernde Actionfilm-Persiflage aufgeweicht“.